# Germano Tarricone
Germano Tarricone (Milano, 7 settembre 1966) è uno sceneggiatore e scrittore italiano.

## Opere letterarie

### Romanzi
- Giostra di sangue, Giaveno (TO), Echos Edizioni. 2015 ISBN 978-88-98824-48-9
- Estate nera, Torino, Golem edizioni. 2017 ISBN 978-88-98771-86-8
- Eva Love, Golem Edizioni. 2020 ISBN 978-8885785670[1]
- The Format, Ultra Edizioni. 2022. ISBN 978-88-9278-154-2

## Filmografia parziale

### Sceneggiatore
- La notte del mio primo amore, regia di Alessandro Pambianco (2006)
- Chiudi gli occhi, regia di Marco Ristori (2006)
- Aisberg, regia di Alexander Cimini (2008)
- Come le altre, regia di Alexander Cimini - cortometraggio (2010)
- M.A.R.C.O., regia di Alexander Cimini (2010)
- Eaters, regia di Marco Ristori e Luca Boni (2011)
- Una notte agli studios, regia di Claudio Insegno (2013)
- In the Box, regia di Giacomo Lesina (2014)
- Milano in the Cage, regia di Fabio Bastianello (2016)
- Famosi in 7 giorni, regia di Gianluca Vannucci (2018)
- L'orafo, regia di Vincenzo Ricchiuto (2022)